# Copa de Campeones de América 1962
Navigation
Édition précédente Édition suivante
La Copa Libertadores 1962 est la 3e édition de la Copa Libertadores. Le club vainqueur de la compétition est désigné champion d'Amérique du Sud 1962 et se qualifie pour la Coupe intercontinentale 1962. 
C'est le club brésilien de Santos qui remporte pour la première fois la compétition, grâce à sa victoire en finale contre le double tenant du titre, le Club Atlético Peñarol. Trois joueurs se partagent le titre de meilleur buteur avec six réalisations : Coutinho, Enrique Raymondi et Alberto Spencer.
Le format de la compétition évolue à partir de cette édition. Les neuf formations engagées sont réparties en trois poules de trois et s'affrontent à deux reprises, à domicile et à l'extérieur. Le premier de chaque groupe se qualifie pour les demi-finales, qui voit l'entrée en lice du tenant du titre. Les demi-finales et la finale sont jouées en matchs aller-retour, avec un match d'appui éventuel en cas de résultat identique lors des deux confrontations (on ne tient de la différence de buts et/ou des buts marqués à l'extérieur que si le match d'appui se termine sur un résultat nul).

## Clubs participants
- Club Atlético Peñarol - Tenant du titre
- Racing Club - Champion d'Argentine 1961
- Deportivo Municipal de La Paz - Vainqueur de la Copa Simón Bolivar 1961
- Santos - Vainqueur de la Taça Brasil 1961
- Universidad Católica - Champion du Chili 1961
- Millonarios Fútbol Club - Champion de Colombie 1961
- Club Sport Emelec - Champion d'Équateur 1961
- Cerro Porteño - Champion du Paraguay 1961
- Club Sporting Cristal - Champion du Pérou 1961
- Club Nacional de Football - Champion d'Uruguay 1961

## Compétition

### Phase de groupes
| Rang | Équipe              | Pts | J | G | N | P | Bp | Bc | Diff |  | Résultats (▼ dom., ► ext.) |     |     |     |
| ---- | ------------------- | --- | - | - | - | - | -- | -- | ---- |  | -------------------------- | --- | --- | --- |
| 1    | Santos              | 7   | 4 | 3 | 1 | 0 | 20 | 6  | +14  |  | Santos                     |     | 9-1 | 6-1 |
| 2    | Cerro Porteño       | 5   | 4 | 2 | 1 | 1 | 7  | 13 | -6   |  | Cerro Porteño              | 1-1 |     | 3-2 |
| 3    | Deportivo Municipal | 0   | 4 | 0 | 0 | 4 | 7  | 15 | -8   |  | Deportivo Municipal        | 3-4 | 1-2 |     |

| Rang | Équipe                    | Pts | J | G | N | P | Bp | Bc | Diff |  | Résultats (▼ dom., ► ext.) |     |     |     |
| ---- | ------------------------- | --- | - | - | - | - | -- | -- | ---- |  | -------------------------- | --- | --- | --- |
| 1    | Club Nacional de Football | 7   | 4 | 3 | 1 | 0 | 9  | 6  | +3   |  | Club Nacional de Football  |     | 3-2 | 3-2 |
| 2    | Racing Club               | 3   | 4 | 1 | 1 | 2 | 7  | 8  | -1   |  | Racing Club                | 2-2 |     | 2-1 |
| 3    | Club Sporting Cristal     | 2   | 4 | 1 | 0 | 3 | 5  | 7  | -2   |  | Club Sporting Cristal      | 0-1 | 2-1 |     |

| Rang | Équipe                  | Pts | J | G | N | P | Bp | Bc | Diff |  | Résultats (▼ dom., ► ext.) |     |     |     |
| ---- | ----------------------- | --- | - | - | - | - | -- | -- | ---- |  | -------------------------- | --- | --- | --- |
| 1    | Universidad Católica    | 5   | 4 | 2 | 1 | 1 | 10 | 9  | +1   |  | Universidad Católica       |     | 3-0 | 4-1 |
| 2    | Club Sport Emelec       | 4   | 4 | 2 | 0 | 2 | 12 | 10 | +2   |  | Club Sport Emelec          | 7-2 |     | 4-2 |
| 3    | Millonarios Fútbol Club | 3   | 4 | 1 | 1 | 2 | 7  | 10 | -3   |  | Millonarios Fútbol Club    | 1-1 | 3-1 |     |

### Demi-finales
| 8 juillet 1962 | Universidad Católica | 1 – 1 | Santos | Santiago                   |                            |
|                | Nawacki              |       | Lima   | Arbitrage : Alberto Tejada | Arbitrage : Alberto Tejada |

| 12 juillet 1962 | Santos | 1 – 0 | Universidad Católica | Santos                     |                            |
|                 | Zito   |       |                      | Arbitrage : Alberto Tejada | Arbitrage : Alberto Tejada |

| 8 juillet 1962 | Nacional                    | 2 – 1 | Peñarol    | Montevideo                |                           |
|                | González 10e · Escalada 55e |       | Moacyr 32e | Arbitrage : Rubén Cabrera | Arbitrage : Rubén Cabrera |

| 18 juillet 1962 | Peñarol                       | 3 – 1 | Nacional    | Montevideo                |                           |
|                 | Spencer 72e 79e · Cabrera 20e |       | Douksas 68e | Arbitrage : Rubén Cabrera | Arbitrage : Rubén Cabrera |

| 22 juillet 1962 | Peñarol     | 1 – 1 | Nacional   | Montevideo                 |                            |
|                 | Spencer 69e |       | Acosta 62e | Arbitrage : Alberto Tejada | Arbitrage : Alberto Tejada |

### Finale
| 28 août 1962 | Peñarol     | 1 – 2 | Santos           | Estadio Centenario, Montevideo                 |                                                |
|              | Spencer 18e |       | Coutinho 29e 70e | Spectateurs : 55 000 Arbitrage : Carlos Robles | Spectateurs : 55 000 Arbitrage : Carlos Robles |

| 2 septembre 1962 | Santos                     | 2 – 3 | Peñarol                     | Estádio Vila Belmiro, Santos                   |                                                |
|                  | Dorval 27e · Mengálvio 50e |       | Sasía 18e · Spencer 49e 73e | Spectateurs : 30 000 Arbitrage : Carlos Robles | Spectateurs : 30 000 Arbitrage : Carlos Robles |

| 30 septembre 1962 | Santos                           | 3 – 0 | Peñarol | Estadio Monumental, Buenos Aires          |                                           |
|                   | Caetano 11e (csc) · Pelé 48e 89e |       |         | Spectateurs : 60 000 Arbitrage : Leo Horn | Spectateurs : 60 000 Arbitrage : Leo Horn |

| Copa Libertadores Vainqueur 1962   |
| ---------------------------------- |
| Santos Futebol Clube Premier titre |